# Alexandereiland (Nunavut)
Alexandereiland is een van de Canadese Arctische Eilanden in Nunavut, Canada. Het ligt ten zuiden van Massey-eiland en Île Marc (tegenover de Straat Boyer), en ten noorden van Bathursteiland. Het eiland heeft een oppervlakte van 484 km², het is 42,8 kilometer lang, 19 kilometer lang breed en heeft een omtrek van 129 kilometer.